# سسک جزیره کریسمس
سسک جزیره کریسمس (نام علمی: Acrocephalus aequinoctialis) نام یک گونه از سرده سسک‌های نیزار است. این پرنده تنها در جزیره کیریتیماتی دیده می‌شود. این پرنده‌ها بیشتر خارخسک نیزارها را می‌خورند که از اواخر دهه ۱۷۰۰ توسط اروپاییان به منطقه آورده شد.